# Leptogium austroamericanum
Leptogium austroamericanum är en lavart som först beskrevs av Malme, och fick sitt nu gällande namn av C. W. Dodge. Leptogium austroamericanum ingår i släktet Leptogium och familjen Collemataceae.   Inga underarter finns listade i Catalogue of Life.